# Jeremías Vallejos
Jeremías Andrés Vallejos (Carlos Tejedor, 14 marzo 2003) è un calciatore argentino, difensore del Sarmiento (J).

## Caratteristiche tecniche
È un terzino destro.

## Carriera
Cresciuto nel settore giovanile del Sarmiento (J), ha firmato il suo primo contratto professionistico con il club biancoverde il 6 gennaio 2024; l'11 febbraio seguente ha debuttato in prima squadra nell'incontro di Copa de la Liga Profesional perso 3-0 contro il Central Córdoba (SdE); ha terminato il 2024 con 4 presenze in questa competizione ed anche una presenza in Copa Argentina. Riconfermato in rosa anche per il 2025, in questa stagione ha anche esordito nella prima divisione argentina.

## Statistiche

### Presenze e reti nei club
Statistiche aggiornate al 3 maggio 2025.
| Stagione        | Squadra         | Campionato      | Campionato | Campionato | Coppe nazionali | Coppe nazionali | Coppe nazionali | Coppe continentali | Coppe continentali | Coppe continentali | Altre coppe | Altre coppe | Altre coppe | Totale | Totale | Totale |
| Stagione        | Squadra         | Comp            | Pres       | Reti       | Comp            | Pres            | Reti            | Comp               | Pres               | Reti               | Comp        | Pres        | Reti        | Pres   | Reti   |        |
| --------------- | --------------- | --------------- | ---------- | ---------- | --------------- | --------------- | --------------- | ------------------ | ------------------ | ------------------ | ----------- | ----------- | ----------- | ------ | ------ | ------ |
| 2024            | Sarmiento (J)   | PD              | 0          | 0          | CA+CdL          | 1+4             | 0               | -                  | -                  | -                  | -           | -           | -           | 5      | 0      |        |
| 2025            | Sarmiento (J)   | PD              | 4          | 0          | CA              | 1               | 0               | -                  | -                  | -                  |             | -           | -           | 5      | 0      |        |
| Totale carriera | Totale carriera | Totale carriera | 4          | 0          |                 | 6               | 0               |                    | -                  | -                  |             | -           | -           | 10     | 0      |        |